# リッチモンド連邦準備銀行
リッチモンド連邦準備銀行（リッチモンドれんぽうじゅんびぎんこう、Federal Reserve Bank of Richmond）は、アメリカ合衆国の連邦準備銀行のひとつ。かつての独立バージニア及びアメリカ連合国(南部連合)の首都であったバージニア州リッチモンドに本店を置き、ボルチモアとシャーロットに支店を構える。管轄は第5連邦準備区で、これにはウェストバージニア州の大部分、サウスカロライナ州、ノースカロライナ州、バージニア州、メリーランド州、ワシントンD.C.などが含まれる。現在の総裁は、トマス・バーキン（Thomas Barkin、第8代総裁、2018年1月1日 - ）である。
ちなみに、現在のリッチモンド連邦準備銀行ビルディングは、アメリカ同時多発テロ事件で崩壊したワールドトレードセンタービルなどを設計したことで有名な日系アメリカ人建築家、ミノル・ヤマサキがデザインを手掛けていることで知られている。